# Voila (Brașov)
Voila (en allemand: Wolldorf, en hongrois: Voila) est une commune roumaine du județ de Brașov, dans la région historique de Transylvanie. Elle est composée des six villages suivants :
- Cincșor (Kleinschenk/Kissink)
- Dridif (Dreydrif/Dridif)
- Ludișor (Spieldorf/Ludisor)
- Sâmbăta de Jos (Untermühlendorf/Alsószombatfalva)
- Voila, siège de la commune
- Voivodeni

## Localisation
Voila est situé à l'extrémité ouest du comté de Brașov, dans la dépression de Făgăraș, sur la rive gauche de la rivière Olt, à la 10 km de la ville de Făgăraș et à 77 km de ville de Brașov.

## Monuments et lieux touristiques
- Église évangélique fortifiée du village de Cincșor (construction aux XIIIe, XVe et XIXe siècles), monument historique[2]
- Église “Assomption de Marie” du village de Voivodeni (construction aux XIIIe et XXe siècles), monument historique
- Église “Saint Nicolas” (construite en 1767), monument historique
- Site archéologoique Grădiște du village de Cincșor
- Rivière Olt
- Monts Făgăraș